# Algibacter
Algibacter ist eine Bakteriengattung. Die einzelnen Arten kommen im Meerwasser vor, viele in Verbindung mit Algen.

## Merkmale
Die Gattung Algibacter wurde 2004 vorgeschlagen, wesentliche Merkmale waren hierbei ein negativer Gram-Test, eine fakultative Anaerobie, eine gleitende Bewegung (gliding motility) und ein positiv ausfallender Oxidase-Test. Die im Laufe der Zeit hinzugefügten Arten fielen allerdings bei der gliding motility unterschiedlich aus, hier waren andere Merkmale (wie z. B. die rRNA) für die Zuordnung verantwortlich.
Es handelt sich um stäbchenförmige Zellen, in einer Größe von 0,1-0,7 × 0,6-10,0 𝛍m. Es können auch fadenförmige Zellen mit einer Länge von bis zu 30 μm auftreten. Sporen werden nicht gebildet, Flagellen sind nicht vorhanden. Das Pigmente Flexirubin ist bei einigen Arten vorhanden, z. B. bei Algibacter aquaticus.
Algibacter kann nicht Chitin oder Urin spalten. Das dominierende Quinon Menaquinon 6 (MK 6).
Es folgt eine Tabelle mit einigen Arten und Merkmale:
| Merkmal                         | A. lectus | A. aestuarii | A. agarilyticus | A. agarivorans | A. alginicilyticus | 7, Algibacter aquaticus | 9 A. mikhailovii | 11 A. pectinovorans | 12. A. psychrophilus |
| ------------------------------- | --------- | ------------ | --------------- | -------------- | ------------------ | ----------------------- | ---------------- | ------------------- | -------------------- |
| Farbe der Kolonien              | orange    | orange       | gelb            | gelb           | gelb               | gelb                    | gelb             | gelb                | gelb                 |
| gliding motility                | ja        | nein         | nein            | nein           | ja                 | ja                      | ja               | ja                  | nein                 |
| tolerierte Temperaturen in °C   | 4-35      | 10-30        | 10-30           | 10-28          | 4-55               | 10 - 30                 | 4-37             | 4-35                | 0 - 20               |
| tolerierte Salzgehalte (% NaCl) | 1-6       | 1-7          | 1-3             | 1-3            | 0-8                | 0 - 8                   | 1-6              | 1-7                 | 0-3,5                |
| Flexirubin                      | nein      | nein         | nein            | nein           | nein               | ja                      | nein             | nein                | k. A.                |
| Nitratreduktion                 | nein      | nein         | ja              | ja             | nein               | nein                    | ja               | nein                | ja                   |
| Mg2+ nötig für Wachstum         | nein      | nein         | ja              | ja             | nein               | nein                    | nein             | ja                  | nein                 |

k. A. – keine Angabe

## Ökologie
Bei Algibacter handelt sich um marine Bakterien. Mehrere Arten wachsen bei relativ niedrigen Temperaturen, so zeigt  Algibacter psychrophilus noch Wachstum bei 0 °C und toleriert maximal 20 °C. A. psychrophilus zählt also zu den psychrophilen („kälteliebenden“) Bakterien. Algibacter lectus und A. mikhailovii wurden im Japanischen Meer in Verbindung mit Seeigeln (A. lectus) und Grünalgen (A. mikhailovii) gefunden. Mehrere Arten wurden in Verbindung mit Algen gefunden. Daher auch die Vorsilber des Gattungsnamens Algibacter. So stammen die Erstbeschreibungen der Arten A. miyuki und A. undariae von der Braunalge Undaria pinnatifida in  Auch die Typusart, also die zuerst beschriebene Art der Gattung A. lectus, wurde im Meer in Verbindung mit Algen gefunden.  Algibacter aestuarii, Algibacter agarilyticus, Algibacter agarivorans, Algibacter aquimarinus und Algibacter pectinovorans stammen aus Proben von pazifischen Meerwasser in der Nähe der koreanischen Halbinsel.
Arten von Algibacter wurden auch bei einer Untersuchung von Mikroorganismen, die an Polyethylenterephthalat (PET) im Meerwasser haften, gefunden.

## Systematik
Algibacter zählt zu der Familie der Flavobacteriaceae innerhalb der Ordnung Flavobacteriales des Phylums Bacteroidetes. Die Gattung mit Typusart Algibacter lectus wurde von Nedashkovskaya 2004 erstbeschrieben. Pontirhabdus und Pseudalgibacter sind Synonyme. Phylogenetisch nah stehende Verwandte der Gattung Algibacter sind Mitglieder der Familie Flavobacteriaceae, wie Arenitalea, Changchengzhania, Flaviramulus, Gaetbulibacter,
Litoribaculum, Mariniflexile, Postechiella, Sabulilitoribacter und Tamlana.
Es folgt eine Liste einiger Arten (Stand Mai 2022):
- Algibacter agarilyticus
- Algibacter agarivorans
- Algibacter amylolyticus
- Algibacter aquaticus
- Algibacter aquimarinus
- Algibacter lectus
- Algibacter pectinivorans
- Algibacter psychrophilus
- Algibacter undariae

## Namensherkunft
Die Vorsilbe des Namens Algibacter, „Algi-“, beruht auf dem lateinischen Wort „alga“ und bedeutet so viel wie „Alge“ oder „Seetang“, „bacter“ ist ebenfalls lateinisch und steht für „Stäbchen“. Algibacter bedeutet also so viel wie „Stäbchen gefunden im Seetang“.